# Chotel
Chotel – część wsi Kazanki w Polsce położonej w województwie kujawsko-pomorskim, w powiecie włocławskim, w gminie Izbica Kujawska. W pobliżu wsi znajduje się jezioro Chotelskie.
W latach 1975–1998 miejscowość należała administracyjnie do województwa włocławskiego.
Znajduje się tu dawny PGR. Chotelski PGR był w 2018 roku przedmiotem badań naukowych na temat ubóstwa społecznego, spowodowanego nieprawidłowym stosowaniem terminologii miasto-wieś w lokalnych projektach rozwojowych.